# Uraecium holwayi
Uraecium holwayi är en svampart som först beskrevs av Joseph Charles Arthur, och fick sitt nu gällande namn av Joseph Charles Arthur 1933. Uraecium holwayi ingår i släktet Uraecium, ordningen Pucciniales, klassen Pucciniomycetes, divisionen basidiesvampar och riket svampar.   Inga underarter finns listade i Catalogue of Life.